# Helicobacter pylori
Helicobacter pylori je gram-negativna bakterija koja naseljava različite dijelove želuca i dvanaesnika, gdje uzrokuje upalu slabog intenziteta koja je čvrsto povezana s nastankom ulkusne bolesti (peptički ulkus).